# Jakub Krulikiewicz
Jakub Krulikiewicz – urzędnik terytorialny na obszarze Galicji w Cesarstwie Austrii, burmistrz Wieliczki, Sanoka, Nowego Sącza.

## Życiorys
Od około 1829 do około 1831 był praktykantem konceptowym w C. K. Izbie Prokuratury (K. K. Kammer-Prokuratur). Potem, od około 1832 do około 1835 pełnił funkcję prezydującego syndyka w magistracie w Myślenicach. Od około 1835 do około 1840 był syndykiem w magistracie w Wieliczce (wówczas był burmistrzem był tam Walenty Włodek do 1838). Od około 1840 do około 1847 sprawował urząd burmistrza Wieliczki.
Od około 1847 do około 1853 był burmistrzem Sanoka. Jako jeden z gospodarzy (obok niego naczelnik cyrkułu Ernest Uherek) podejmował w Sanoku podróżującego po Galicji cesarza Austrii Franciszka Józefa I, przebywającego w mieście w dniach 31 października i 1 listopada 1851. 
Od około 1853 do około 1854 był burmistrzem Nowego Sącza. W połowie 1855 został mianowany adiunktem krakowskiego obszaru administracyjnego.